# Бецали, Шарон
Шарон Бецали (англ. Sharon Bezaly, ивр. שרון בצלי‎; род. 1972) — израильско-шведская флейтистка.

## Биография
Дебютировала в 14-летнем возрасте с Израильским филармоническим оркестром под управлением Зубина Меты. Окончила Парижскую консерваторию, ученица Алена Мариона и Раймона Гийо. По приглашению Шандора Вега заняла место первой флейты в оркестре «Camerata Academica Salzburg», после смерти Вега в 1997 году полностью сосредоточилась на сольной карьере. Живя преимущественно в Швеции (шведская гражданка с 2005 года) и будучи замужем за директором шведской звукозаписывающей компании BIS Робертом фон Баром, Бецали записывается исключительно в этой компании и уже выпустила 18 дисков, в том числе запись всех флейтовых концертов Моцарта (2008), концерты для флейты с оркестром таких разных композиторов, как Жак Ибер, Ульяс Пульккис, София Губайдулина, — концерт Губайдулиной был написан по заказу Бецали, как и концерты Калеви Ахо, Кристиана Линдберга и ряда других композиторов.